# Srirangapatna
Srirangapatna (Kannada: ಶ್ರೀರಂಗಪಟ್ಟಣ) is een dorp in Zuidwest-India met grote religieuze en historische betekenis. Het dorp is vernoemd naar de Sri Ranganthaswamy-tempel, een 9e-eeuwse tempel die gewijd is aan Ranganatha, een avatar van de god Vishnoe. De tempel is een belangrijk bedevaartsoord voor vaishnavitische hindoes.
De naam wordt ook geschreven als Srirangapattana, Shrirangapattana of Srirangapatnam. In de tijd van Brits-Indië werd het dorp Seringapatam genoemd.
Srirangapatna ligt in het district Mandya van de deelstaat Karnataka, op 13 kilometer afstand van Mysore, langs de snelweg van Mysore naar Bangalore. Het ligt als een eiland in de rivier de Kaveri.

## Geschiedenis
Tot de verovering van India door de Britten was Srirangapatna een belangrijke stad in Zuid-India. Ten tijde van het machtige Vijayanagararijk werd de stad de zetel van de onderkoningen die het koninkrijk Mysore en andere vazalstaten overzagen. Na de neergang van dit rijk werd de stad in 1610 veroverd door het koninkrijk Mysore en diende als fort ter verdediging van de hoofdstad Mysore.
In de 18e eeuw, tijdens de hoogtijdagen van Mysore, werd Srirangapatna de feitelijke hoofdstad van het rijk en onder Tipu Sultan van Mysore, de "tijger van Mysore", werd het zelfs de officiële hoofdstad. Tijdens de Derde Oorlog tussen Mysore en de Britten (1790-1792) werd de stad belegerd door Britse troepen onder Lord Cornwallis. De belegering werd gestaakt nadat Tipu een voor hem nadelige vrede tekende.
In 1799 voerden de Britten opnieuw oorlog met Mysore. Srirangapatna werd, na een belegering van een maand, op 4 mei 1799 bestormd door Britse troepen. Onder de Britse bevelhebbers bevond zich Arthur Wellesley, de latere Hertog van Wellington. Tipu Sultan sneuvelde bij de verdediging. In Srirangapatna zijn meerdere monumenten en restanten van monumenten te vinden die herinneren aan Tipu Sultan. De Gumbaz in Srirangapatta is een moslim Mausoleum waar Tipu Sultan, zijn vader, zijn moeder en een groot deel van zijn familie begraven ligt.
De val van Srirangapatna betekende het einde van het zelfstandige koninkrijk Mysore, waarmee het zuiden van India geheel in Britse handen kwam. Wellesley diende enige tijd als gouverneur van de stad.

## Demografie
Volgens de Indiase volkstelling van 2001 wonen er 23.448 mensen in Shrirangapattana, waarvan 51% mannelijk en 49% vrouwelijk is. De plaats heeft een alfabetiseringsgraad van 68%.

## Bekende bouwwerken
- De Sri Ranganthaswamy-tempel
- Daria Daulat Bagh, het zomerpaleis van Tipu Sultan
- De Gumbaz, het mausoleum van Tipu Sultan

Buiten de stad:
- De Sivasamudramwatervallen, de op een na grootste waterval van India
- Het Ranganthittu-vogelbeschermingsgebied
- De Krishna Raja Sagara-dam, met meer en siertuinen

|  |  |